# Баран и козёл
«Баран и козёл» (кит. трад. 二羊圖, упр. 二羊图) — рукописный горизонтальный свиток, создававшийся с 1296 по 1359 год китайским художником Чжао Мэнфу. Свиток хранится в собрании Художественной галереи Фрира в Вашингтоне.
Свиток создавался Чжао Мэнфу во время правления династии Юань, что поясняет выбор объектов, изображённых на нём: монголы, находившиеся у власти, предпочитали изображения лошадей, овец и коз. Это единственная известная работа Чжао Мэнфу, где в тексте колофона сообщается о проблемах семьи Чжао, связанных с лояльностью монгольским властям .
«Баран и козёл» представляет собой горизонтальный бумажный свиток с каллиграфией и рисунками, выполненными тушью. Дата создания свитка осталась неизвестной. Техника, используемая для изображения создания и контуров элементов, типична для китайской живописи того времени. На свитке изображены баран и козёл, смотрящие друг на друга, вокруг них расположен каллиграфический текст, взаимодействующий с рисунком. Геометрическое положение каждого элемента точно выверено, в частности, это касается головы, живота и копыт барана и козла. Уравновешенные по расположению на бумаге и позе, оба животных повернули головы друг к другу, создав открытую, но при этом единую композицию. В тексте слева от рисунка Чжао Мэнфу поясняет свою мотивацию для создания этой работы: «Я раньше рисовал лошадей, но никогда не рисовал овец [или коз]. Поэтому, когда Чжонсинь заказал у меня картину, я игриво изобразил их для него, взяв с натуры. Хоть я и не могу приблизиться к древним мастерам, мне удалось неким образом передать их дух». Среди печатей владельцев, оставленных на свитке, присутствуют в том числе печати императора Цяньлуна (правившего с 1736 по 1795 год); император также оставил фронтиспис в правой части свитка с надписью «Божественное сходство [образа барана] в движении и покое».
Лю Лонтэн, создавший свою классификацию работ Чжао Мэнфу, отнёс этот свиток к категории изображений животных. Искусствоведы подмечают символизм данного свитка; согласно китайской философии, обоим животным соответствует мужское начало ян. Чу Цын Ли предположил, что баран и козёл представляют собой двух генералов эпохи правления династии Хань. Взаимодействие между двумя изображениями животных и каллиграфией также является объектом внимания искусствоведов, в нём видят черты метафоры, в этом отношении свиток часто сравнивается с работой «Две лошади» другого китайского мастера, Жэнь Жэньфа.